# União Internacional de Ciências Biológicas
A União Internacional das Ciências Biológicas (UICB) é uma sociedade científica, membro do Conselho Internacional de Ciência (CIC).